# Troglodyte modeste
Cantorchilus modestus
Espèce
Statut de conservation UICN

 LC  : Préoccupation mineure
Le Troglodyte modeste (Cantorchilus modestus) est une espèce d'oiseau de la famille des Troglodytidae.
Son aire s'étend du Chiapas au Panama.